# Model (sztuka)

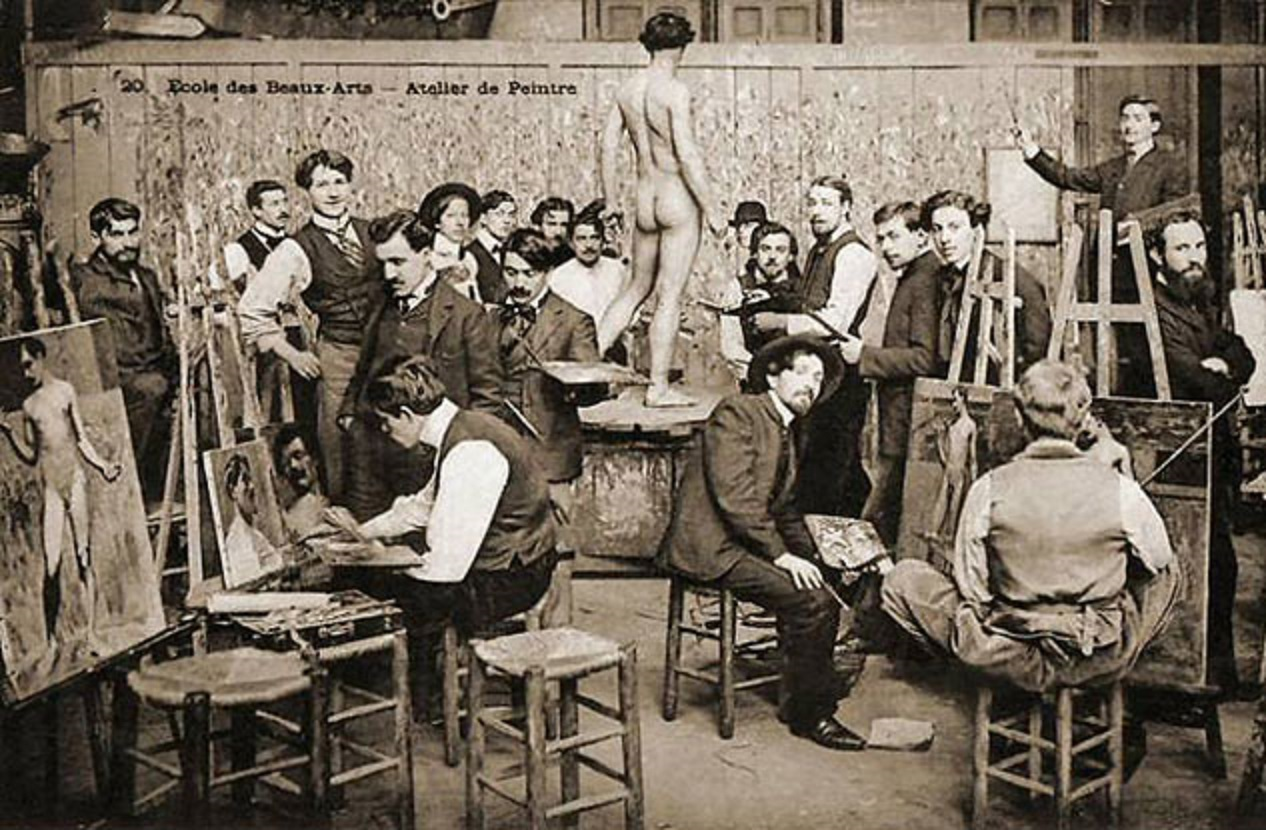
Pozowanie podczas zajęć w École des beaux-arts (koniec XIX w.)

Jako model (łac. modulus) określa się w rzeźbiarstwie projekt plastyczny, tzw. bozzetto, który jest wykonany z materiału łatwego do obróbki: gliny, wosku, gipsu, rzadziej z drewna. Na podstawie modelu można wykonać odlew (równie duży lub większy) rzeźby, używając trwalszego materiału. Materiałami używanymi do wykonywania późniejszych oryginałów są: brąz, miedź, żelazo, aluminium, cyna, gips i marmur.
W malarstwie model oznacza osobę nagą (akt) lub ubraną pozującą artyście w studio lub studentom akademii sztuk pięknych podczas zajęć z rysunku. Zwłaszcza pozowanie do aktu służy ćwiczeniu i ma na celu poznanie anatomii ludzkiego ciała, żeby je później przedstawić w sposób artystyczny. 

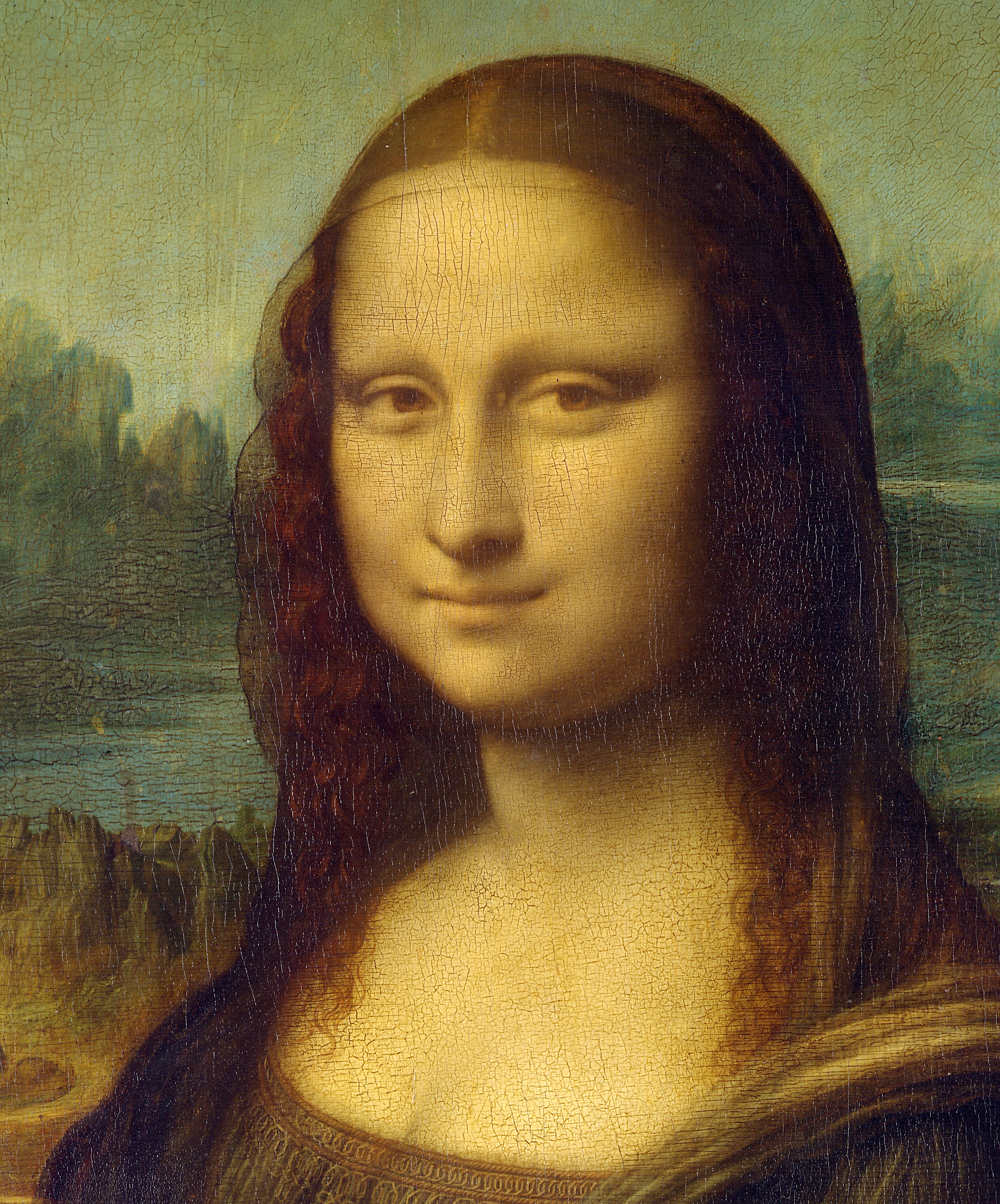
Lisa Gherardini pozująca Leonardowi da Vinci do obrazu Mona Lisa
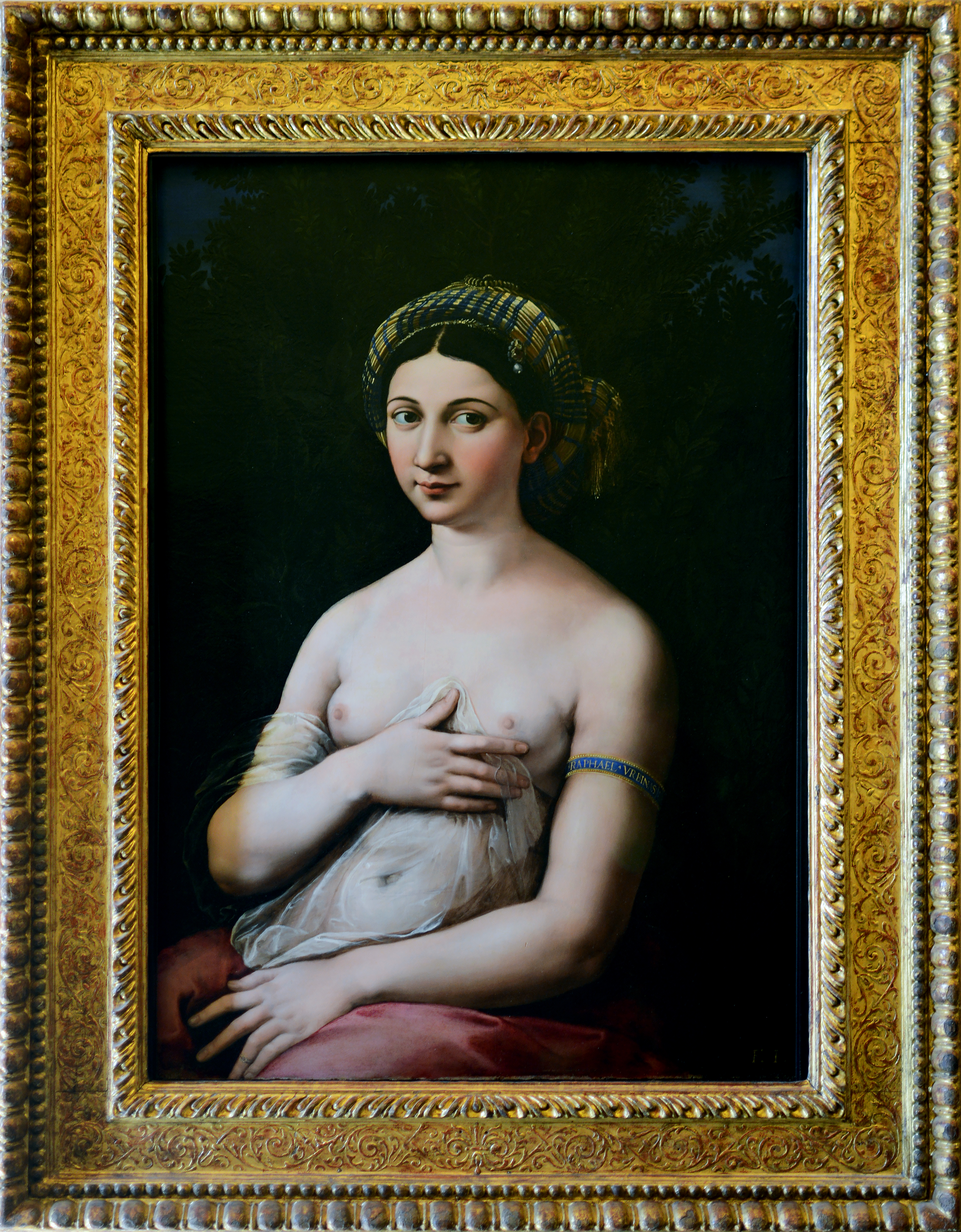
Margherita Luti pozująca Rafaelowi Santi
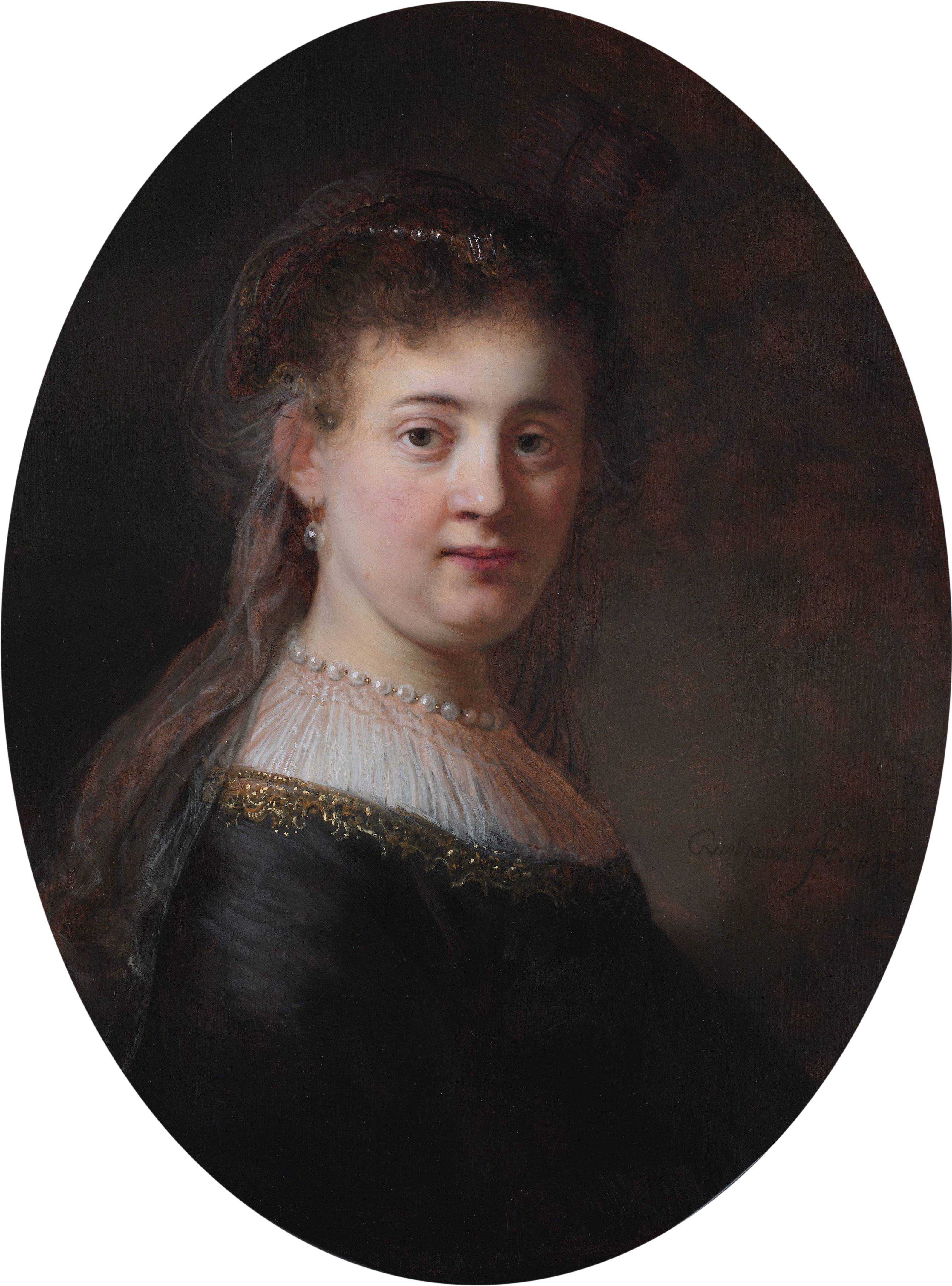
Saskia van Uylenburgh pozująca Rembrandtowi
Matka Whistlera pozująca swemu synowi Jamesowi do własnego portretu
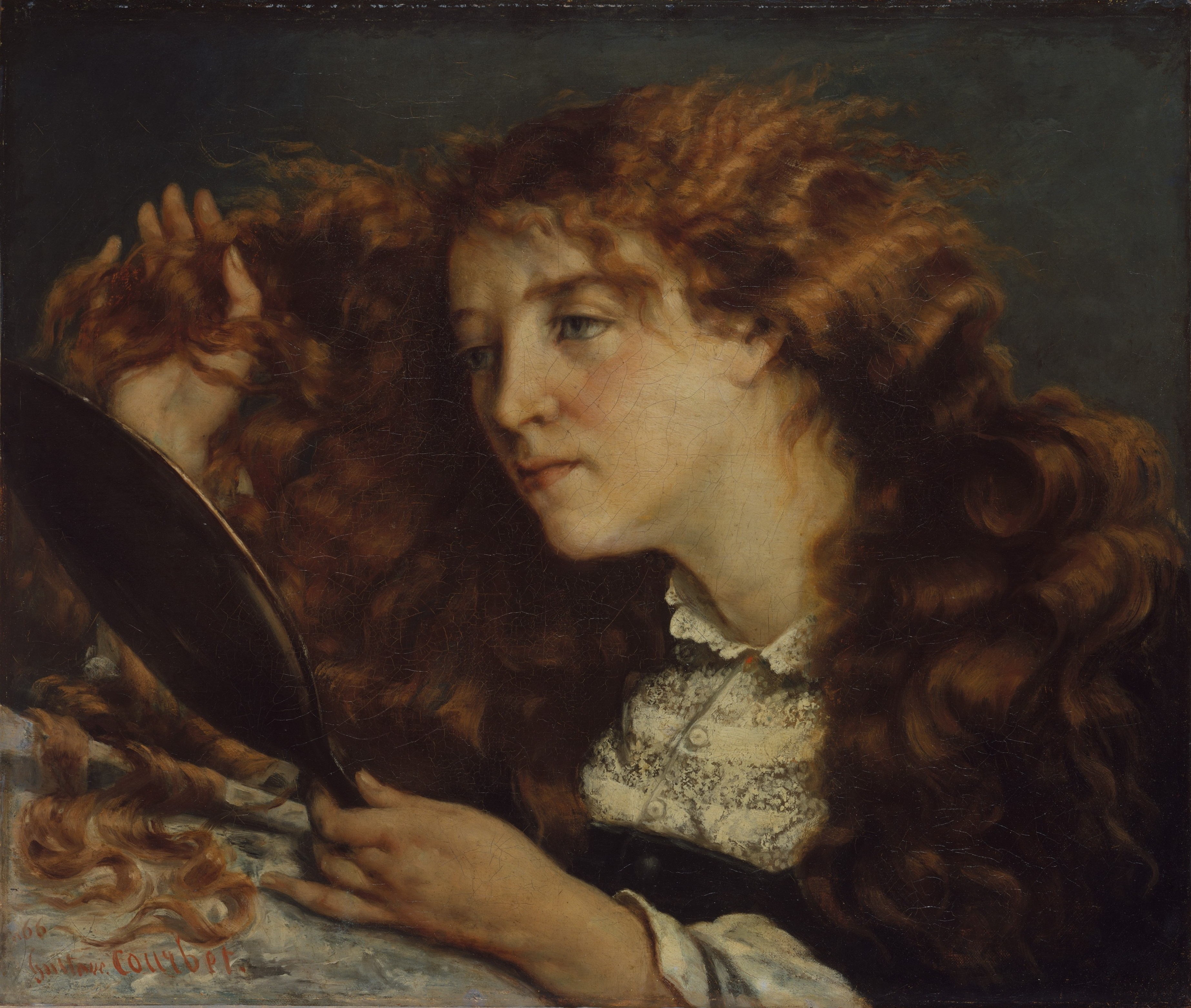
Joanna Hiffernan, modelka Jamesa Whistlera i Gustave’a Courbeta
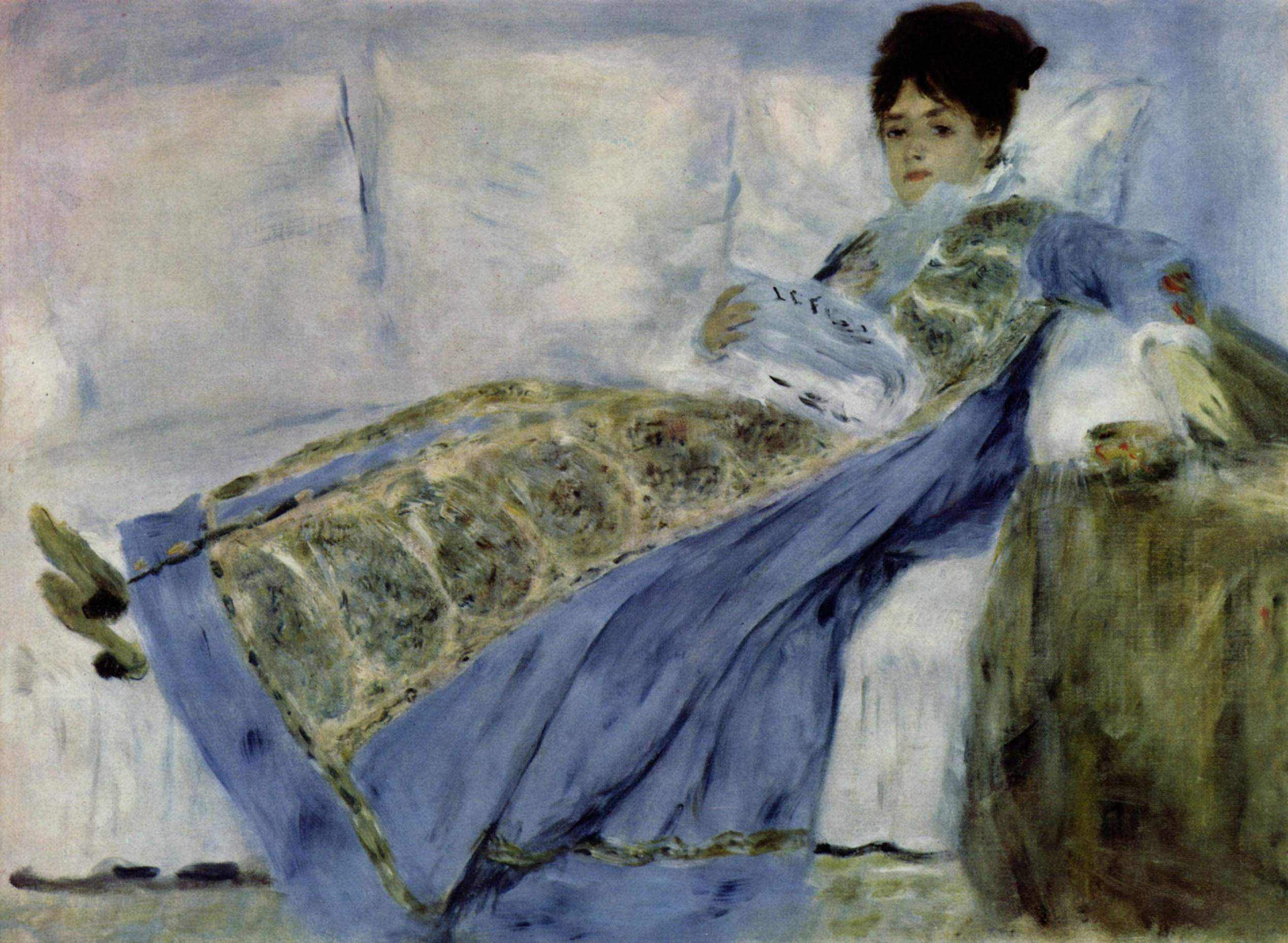
Camille Doncieux, modelka Claude'a Moneta i Auguste’a Renoira
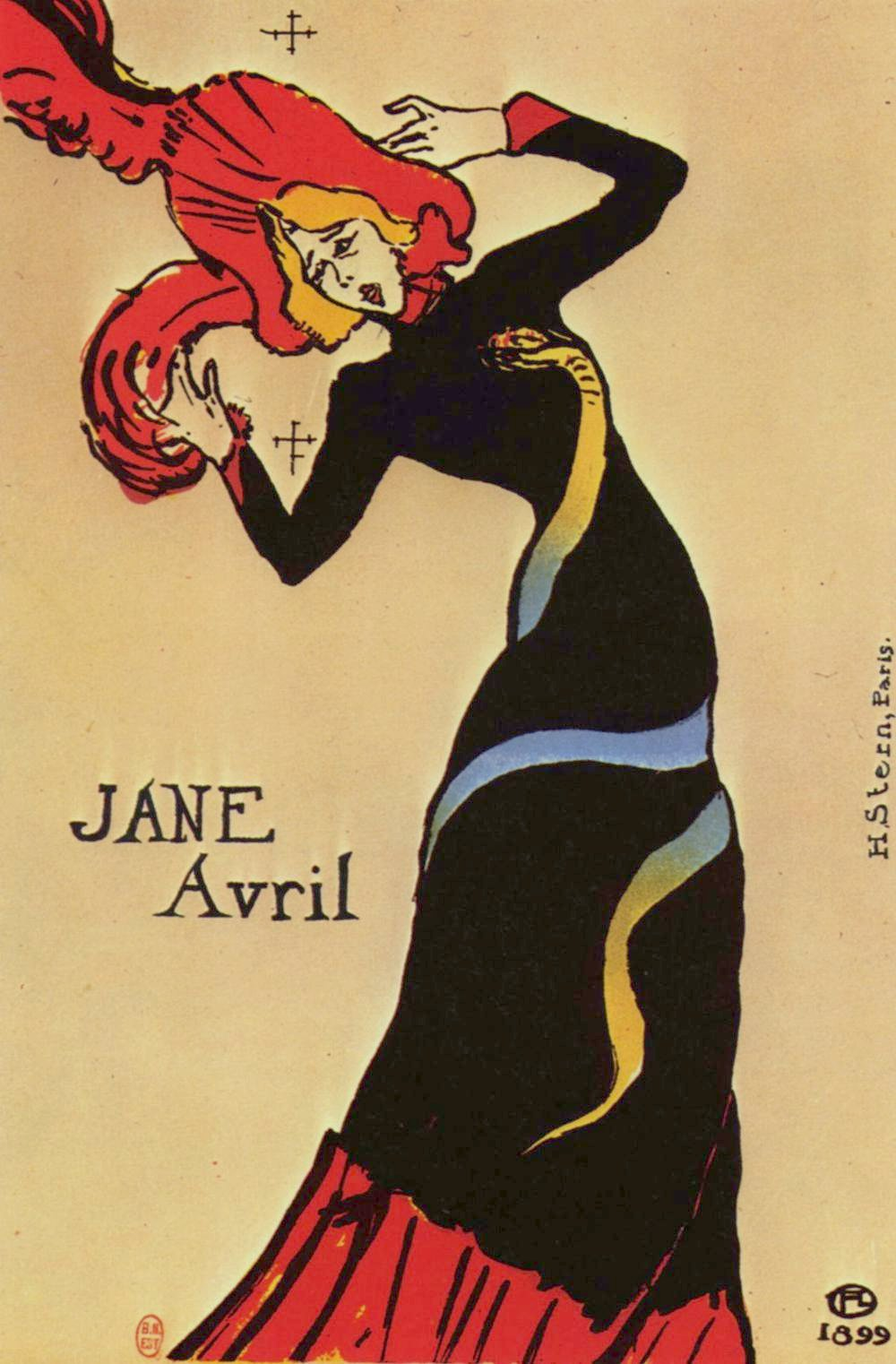
Jane Avril, modelka Henri de Toulouse-Lautreca
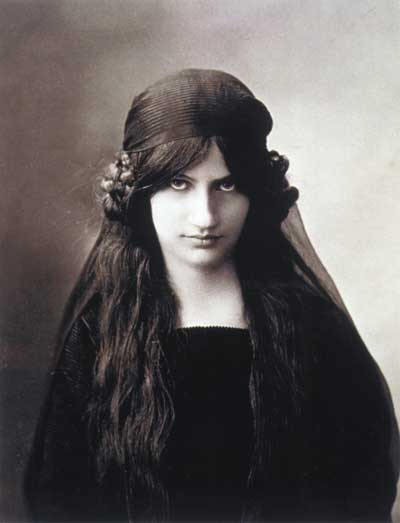
Jeanne Hébuterne, modelka Amedeo Modiglianiego